# Awja al-Janah
Awja al-Janah (tiếng Ả Rập: عوجة الجنا) là một ngôi làng Syria nằm ở phó huyện của huyện Hama ở tỉnh Hama. Theo Cục Thống kê Trung ương Syria (CBS), Awja al-Janah có dân số 489 trong cuộc điều tra dân số năm 2004.